# Keishi Murakami
Keishi Murakami (村上 景司 Murakami Keishi?, nacido el 14 de septiembre de 2002 en Osaka) es un futbolista japonés que juega como defensa.
En 2019, Murakami se unió al Gamba Osaka de la J1 League.

## Trayectoria

### Clubes
| Club        | País  | Año    |
| ----------- | ----- | ------ |
| Gamba Osaka | Japón | 2019 - |

## Estadística de carrera

### J. League
| Club               | Año   | J. League | J. League | Copa J. League | Copa J. League | Total | Total |
| Club               | Año   | Part.     | Goles     | Part.          | Goles          | Part. | Goles |
| ------------------ | ----- | --------- | --------- | -------------- | -------------- | ----- | ----- |
| Gamba Osaka        | 2019  | 0         | 0         | 0              | 0              | 0     | 0     |
| Gamba Osaka sub-23 | 2019  | 9         | 1         | -              | -              | 9     | 1     |
| Total              | Total | 9         | 1         | 0              | 0              | 9     | 1     |